# Horvátlövő
Horvátlövő (em croata: Hrvatske Šice; alemão:Kroatisch Schützen) é um município da Hungria, situado no condado de Vas. Tem 6,16 km² de área e sua população em 2015 foi estimada em 190 habitantes.